# 5-Decanol
5-Decanol ist eine chemische Verbindung aus der Gruppe der Alkohole, genauer der chiralen Alkohole.

## Gewinnung und Darstellung
Racemisches 5-Decanol kann durch Reduktion von 5-Decanon mit Wasserstoff und einem Metallkatalysator oder mit Natriumborhydrid oder Lithiumaluminiumhydrid gewonnen werden.

## Eigenschaften
5-Decanol ist eine farblose Flüssigkeit.